# Neogale africana
La donnola dal ventre rigato (Neogale africana (Desmarest, 1818)) è una specie della famiglia dei Mustelidi originaria del Sudamerica. La prima descrizione della specie venne fatta a partire da un esemplare museale erroneamente considerato proveniente dall'Africa, da cui il nome scientifico. Precedentemente classificata nel genere Mustela, è stata inserita nel 2021, assieme ad altre quattro specie, nel genere Neogale.

## Descrizione
La donnola dal ventre rigato, la più grande delle tre specie sudamericane del genere Neogale, misura 43-52 cm di lunghezza, compresa la coda, lunga 16-21 cm. Presenta la tipica struttura fisica delle donnole, con torso lungo e sottile e zampe e orecchie brevi. È ricoperta da una corta pelliccia di colore variabile dal rossastro al marrone scuro sulle regioni superiori, e marroncino-arancio chiaro su quelle inferiori. Una striscia di peli dello stesso colore di quelli che ricoprono la parte superiore del corpo corre lungo il centro del petto e della gola. Le vibrisse sono brevi e le piante dei piedi quasi prive di peli. Le femmine hanno tre paia di mammelle.

## Distribuzione e habitat
La donnola dal ventre rigato vive nel bacino del Rio delle Amazzoni, nel Brasile settentrionale e nelle regioni orientali di Perù ed Ecuador. Tuttavia l'esatta estensione del suo areale non è nota, e con molta probabilità la specie è presente anche nella Colombia meridionale, in Venezuela e nelle Guyane, nonché nella Bolivia settentrionale. Questa regione è ricoperta dalla foresta pluviale tropicale e, nonostante non si conoscano quali tipi di habitat siano prediletti dalla specie, questa è stata perlopiù rinvenuta in prossimità dei fiumi.

## Biologia
La donnola dal ventre rigato è stata vista raramente e conosciamo ben poco delle sue abitudini. Si nutre di roditori e altri piccoli mammiferi, ed è stato segnalato che costruisca tane nei monconi degli alberi cavi. La sua presenza è stata registrata dal livello del mare fino a 1.250 m di altitudine, ed è stata vista nuotare in fiumi o estuari, spesso anche a grande distanza dalla costa.

## Tassonomia
Gli studiosi riconoscono due sottospecie:
- N. a. africana Desmarest, 1818 (Brasile nord-orientale);
- N. a. stolzmanni Taczanowski, 1881 (Brasile nord-occidentale, Perù ed Ecuador).